# 帕维乌·法伊德克
帕维乌·法伊德克（1989年6月4日—）是波兰链球运动员，最佳成绩是2015年8月9日创造的83.93米。他也是2013年和2015年世界田径锦标赛两枚链球金牌得主。2020年东京奥运会铜牌得主。

## 外部連結
- 帕维乌·法伊德克在国际奥林匹克委员会的资料
- 帕维乌·法伊德克在的頁面